# Flügelaltar der Ludgeri-Kirche (Norden)

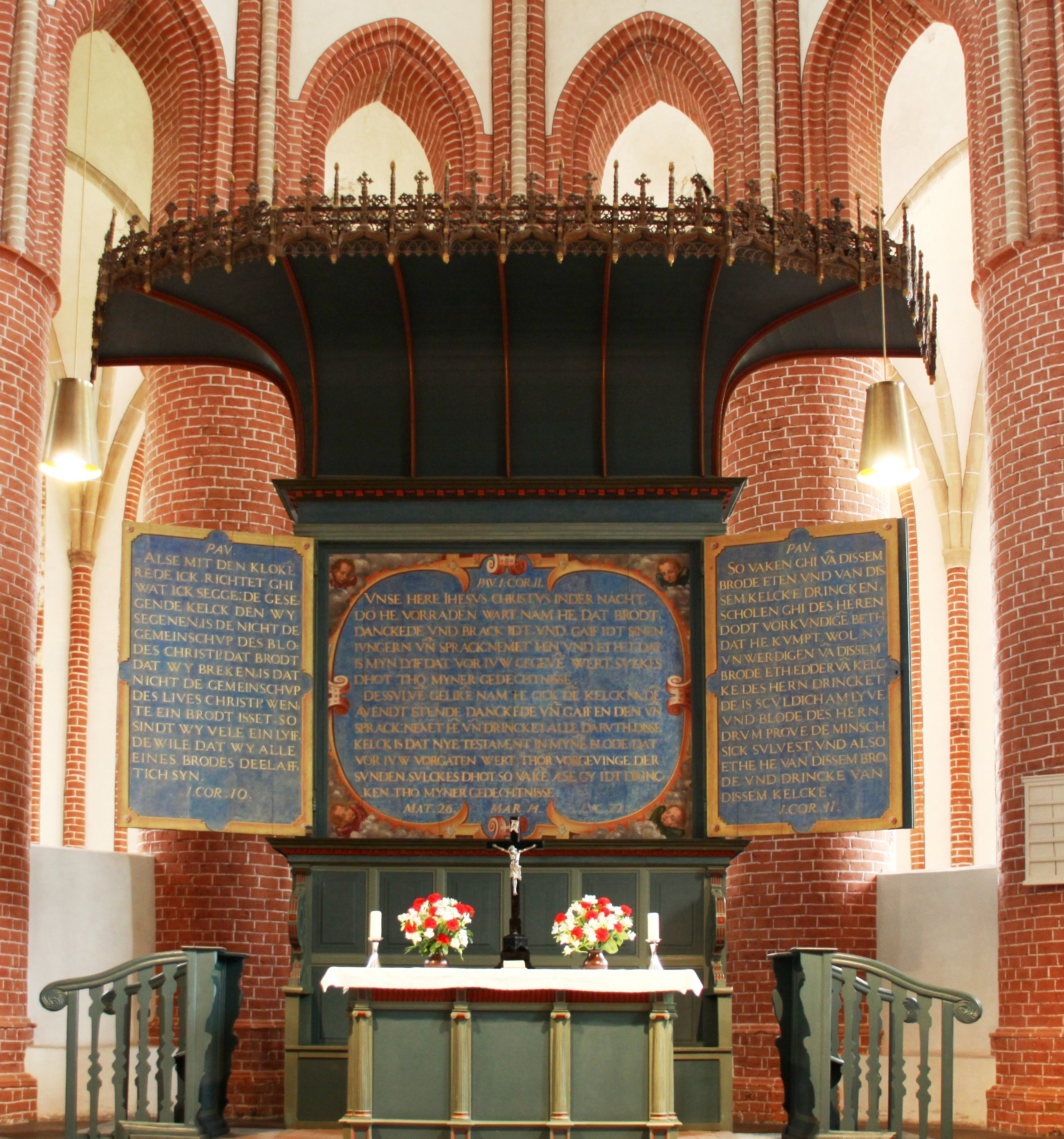
Der Hochaltar

Der Flügelaltar der Ludgeri-Kirche in Norden ist einer von insgesamt 13 Schriftaltären in Ostfriesland und gilt als der älteste erhaltene Schriftaltar. Er entstand 1577 als Umgestaltung eines spätgotischen Schnitzaltars. In Norddeutschland traten nach der Reformation vor allem im 16. und 17. Jahrhundert in den reformierten, aber auch lutherischen Kirchen Schriftaltäre häufig an die Stelle der mittelalterlichen Bildwerke.

## Geschichte
Von den fünf Altären, die vor der Reformation in der Ludgeri-Kirche standen, ist der Hochaltar (entstanden um 1480?) der einzige, der in Teilen erhalten blieb. Der spätgotische Schnitzaltar war wahrscheinlich ein Marienaltar und gehörte wohl zur Erstausstattung des um 1450 errichteten gotischen Hochchors. Vom ursprünglichen Altar ist noch der spätgotische Baldachin erhalten, der an der Oberkante mit Kielbögen, Fialen, Kreuzblumen und gotischen Krabben verziert ist.
Um 1527 hielt die Reformation Einzug in Norden. Anschließend wurden die meisten Bildwerke in der Kirche zerstört oder übertüncht. In dieser Zeit stritten lutherisch Gesinnte und Calvinisten (Reformierte) erbittert über die Kirchenordnung. Zunächst hatten dabei die Reformierten die Oberhand. Seit 1565 war das erste Pfarramt mit dem gemäßigt reformierten Pastor Andreas Larletanus und das zweite Pfarramt mit Adolph Empenius besetzt, der eher kämpferischer Reformierter war. Vermutlich im Jahre 1576 erteilte der Larletanus den Auftrag, das Retabel unter Benutzung des inzwischen längst leergeräumten Gehäuses des ehemaligen Wandelaltares durch Einsetzen einer großen Tafel zu einem Reformierten Schriftaltar umzuwandeln. Dies entsprach dem calvinischen Verständnis des nun am Schriftaltar zu lesenden zweiten Gebotes, des Bilderverbots: DV SCHALT DY NENE BILDE NOCH GELIKENISSE MAKE. BEDE SE NICHT AN VND DENE EN NICHT. (Du sollst dir kein Bildnis noch irgendein Gleichnis machen. Bete sie nicht an und diene ihnen nicht.). An Stelle der Bilder wurden der Gemeinde deshalb zentrale biblische Texte zum Abendmahl vor Augen gestellt. Dazu sollten die Handwerker eine integrierte Sitzbank und einen freistehenden Abendmahlstisch erstellen.

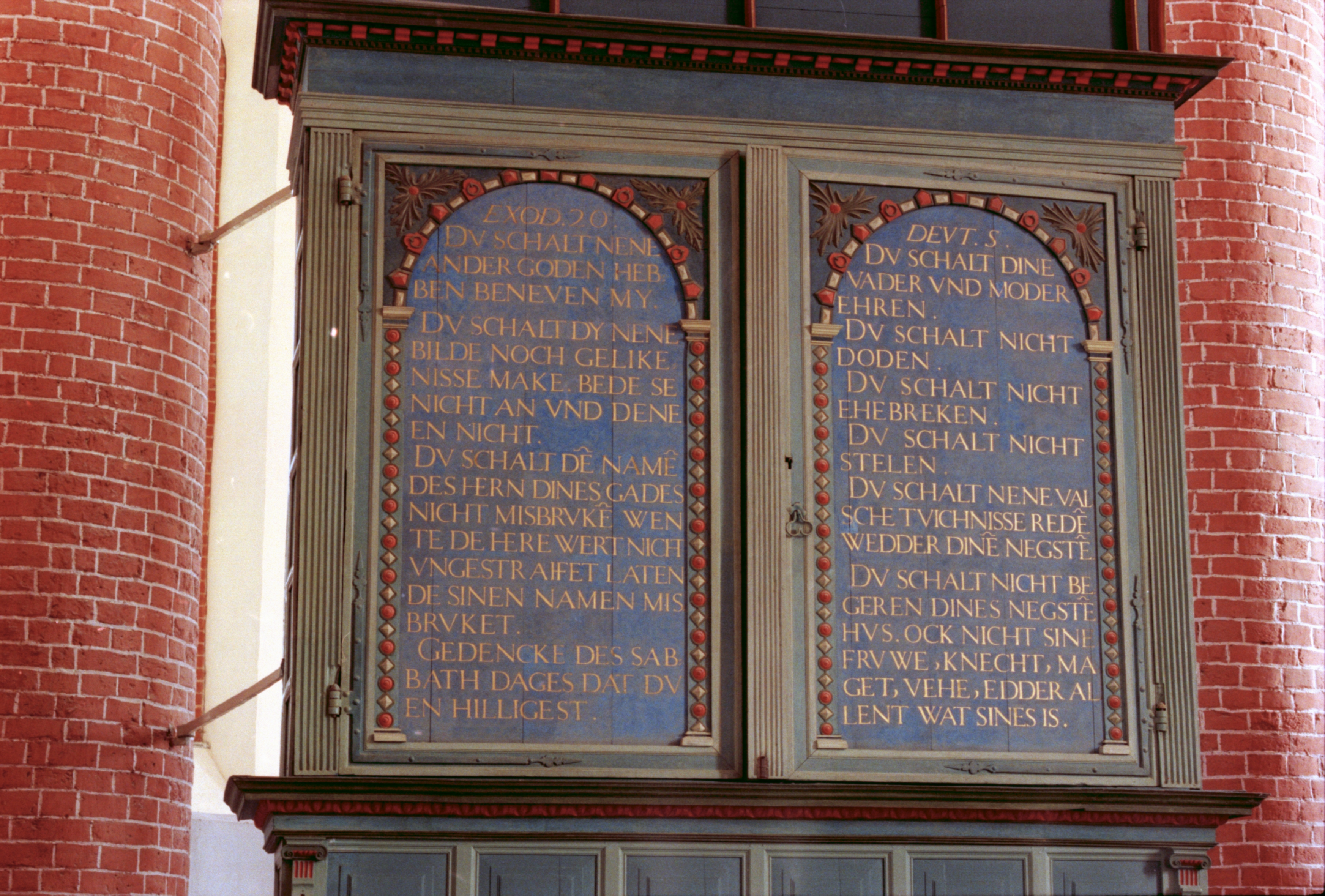
Der geschlossene Schriftaltar mit den 10 Geboten in reformierter Fassung

Als Larletanus am 13. Juli 1577 überraschend verstarb, flammte der Konfessionsstreit erneut auf. Zudem geriet Norden in den Machtkampf der Brüder Edzard II., der lutherisch gesinnt war, und dem reformierten Johann II., die zu jener Zeit gemeinsam die Souveränität über Ostfriesland innehatten, de facto jedoch jeder für sich regierten. In Norden beanspruchten beide Brüder das Recht, die vakante Pfarrstelle zu besetzen. Ob zu dieser Zeit der Altar schon fertiggestellt war, ist nicht mehr mit Sicherheit festzustellen, weil man nur der Schlussabrechnung vom 24. Dezember 1577 für den beauftragten Schreiner (Johan Snitker) entnehmen kann, der dieser seine Arbeiten im Laufe des Rechnungsjahres ausgeführt hatte. Er hatte den Auftrag gehabt, feines astfreies Eichenholz zu kaufen, um daraus einen Tisch zu fertigen, an dem das Abendmahl nach reformiertem Ritus gefeiert werden sollte. Auch um die Tafel und die Bank ging es dabei.
In dem Machtkampf setzte sich letztlich Edzard II. durch und im Frühjahr 1578 wurde auch Adolph Empenius seines Pfarramts enthoben und seine Stelle mit einem Lutheraner besetzt. Die Reformierten wichen in dieser Zeit zunächst auf das Gasthaus aus, dass Johann II. ihnen als Predigtstätte zuwies. Seitdem sie auch dort im Jahre 1579 vertrieben wurden, ist Norden endgültig lutherisch.

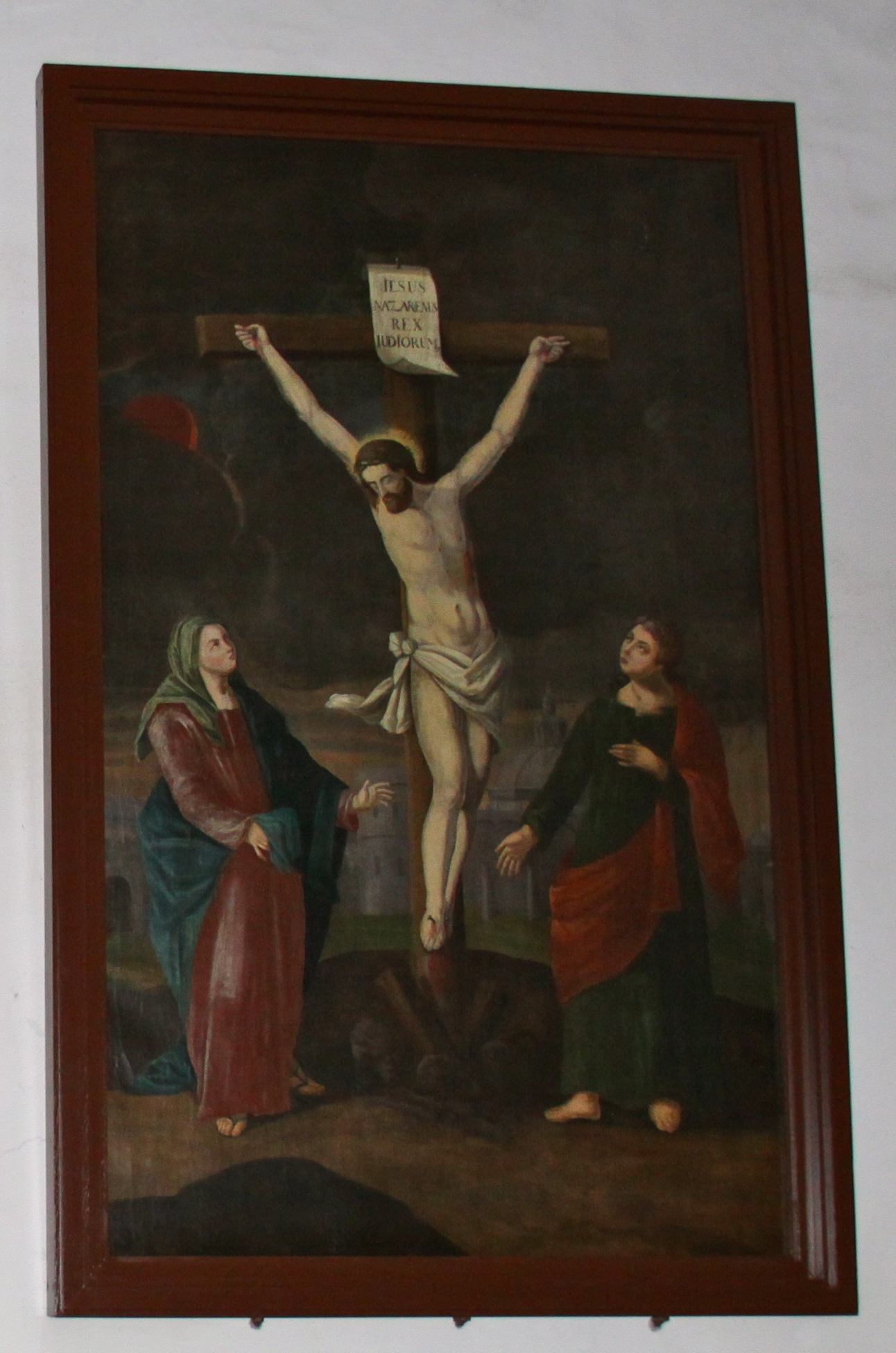
Die Kreuzigung Christi von Fridericus Carolus de Hosson aus dem Jahre 1785

In der Ludgeri-Kirche stand die nun lutherische Gemeinde vor dem Dilemma, ein eben erst fertiggestelltes reformiertes Abendmahlsensemble mitsamt Schrifttafeln zu besitzen, für das es aufgrund des abrupten Konfessionswechsels keine liturgische Verwendung mehr gab. Die Gemeinde entschied sich, die noch offenen Handwerkerrechnungen zu bezahlen und klappte den Altar vermutlich am Jahresende 1578 zu, um die calvinistischen Abendmahlsinschriften zu verdecken. Ein Jahr später wurde zudem die Anfertigung eines Schlosses in Auftrag gegeben, um das unbefugte Aufklappen der Flügel endgültig unmöglich zu machen. Wie lange der Altar in diesem Zustand verblieb, ist unklar, möglicherweise 103 Jahre, bis das Schriftretabel 1682 wieder geöffnet und mit den vier „lutherischen“ Engelsköpfen in den Ecken verziert wurde.
Dieser Zustand war dann weitere 103 Jahre sichtbar, bis im Jahre 1785 die drei Gemälde des Groninger Porträt- und Historienmalers Fridericus Carolus de Hosson auf die inneren Schrifttafeln genagelt wurden und sie damit wiederum verdeckten. Im Zentrum befand sich eine Darstellung des Abendmahls, links und rechts daneben Gemälde der Kreuzigung und der Kreuzabnahme Jesu. Die Außenseiten mit den Zehn Geboten wurden blau übermalt. Im Jahre 1872 wurde der freistehende Tisch an die Rückwand gesetzt, indem die Bank entfernt wurde.
1983 wurden die Gemälde zur Restaurierung abgenommen, so dass die Beschriftung wieder zum Vorschein kam. Der verblichene azurithblaue Untergrund der vollständig erhaltenen Goldbuchstaben wurde erneuert, wie auch die frühere Farbfassung des übrigen Altars. Die Zehn Gebote auf den Außenseiten der Altarflügel waren schon 1892 wiederhergestellt worden, damals allerdings mit schwarzem Hintergrund. Der freistehende Abendmahlstisch wurde wieder abgerückt und die Bank rekonstruiert, so dass der Schriftaltar heute wieder in seiner ursprünglichen Form zu sehen ist. Die abgenommenen Gemälde hängen seither an der Südwand des Langschiffs.

## Beschreibung

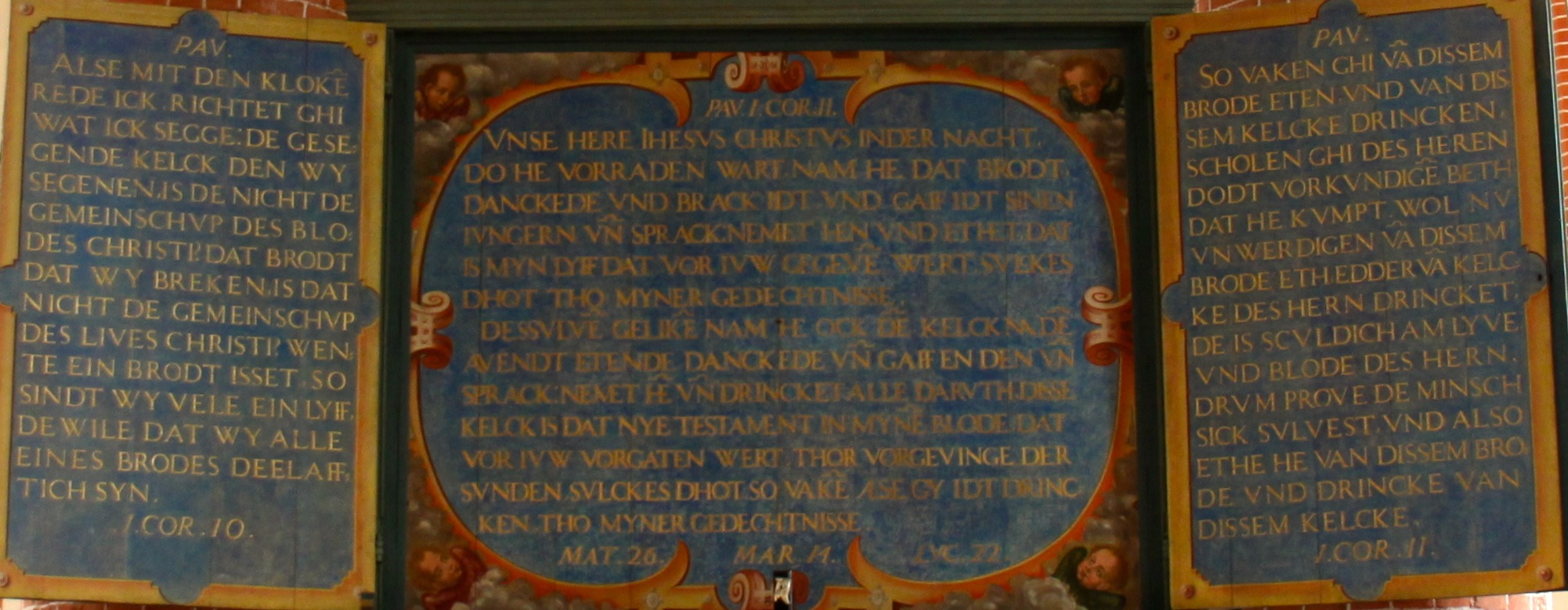
Die Schrifttafeln mit den Abendmahlstexten

Insgesamt ist der Flügelaltar über 5 Meter hoch. Zum Ensemble gehören neben dem eigentlichen Altar noch der gotische Baldachin mit reich geschnitzten Maßwerkornamenten, ein Holztisch in antikisierender Tempelarchitektur und eine repräsentative sechssitzige Bank hinter dem Tisch. Abgeschlossen wird es durch seitliche Kniebänke, die wahrscheinlich 1785 hinzugefügt wurden.
In geschlossenem Zustand präsentiert sich der Norder Altar in der Gestalt eines zweitürigen Schrankes. Im geöffneten Zustand sind drei Schrifttafeln mit niederdeutschen Inschriften zu sehen. Die Mitteltafel ist zudem mit einem illusionistisch gemalten Rahmenwerk verziert. Der Rahmen des Altars ist in Graublau, während die Zierelemente im Wechsel von rot und grün gelüstertem Silber gehalten sind. Die Füllungen sind Azurit-Farben, während die Antiqua-Schrift der Tafeln vergoldet ist.
Das Triptychon ist in mittelniederdeutscher Sprache beschrieben. In geöffnetem Zustand ist auf den beiden Flügeln jeweils ein Auszug aus dem 1. Brief des Paulus an die Korinther zu sehen. Es sind dies auf der linken Seite 1 Kor 10,15–17  sowie auf der rechten 1 Kor 11,26-28 . Auf der Mitteltafel wird der Einsetzungstext zum Abendmahl aufgeführt (1 Kor 11,23–25 ):
Der Text ist in der evangelischen Fassung der Konsekrationsworte gehalten: „Unser Herr Jesus Christus, in der Nacht, da er verraten ward, nahm er das Brot, dankte und brach’s und gab’s seinen Jüngern und sprach: Nehmet hin und esset: Das ist mein Leib, der für euch gegeben wird. Solches tut zu meinem Gedächtnis. Desgleichen nahm er auch den Kelch nach dem Abendmahl, dankte und gab ihnen den und sprach: Nehmet hin und trinket alle daraus: Das ist mein Blut des neuen Testaments, das für euch vergossen wird zur Vergebung der Sünden. Solches tut, sooft ihr′s trinket, zu meinem Gedächtnis.“
Die Flügeltüren wurden den liturgischen Gewohnheiten folgend bei den täglichen Wochengottesdiensten geschlossen gehalten. Auf der dann zu sehenden Werktagsseite sind die Zehn Gebote aufgeführt, die das Alltagsleben regeln.
Der durch Ionische Säulen in drei Felder gegliederte hölzerne Abendmahlstisch in antikisierender Tempelarchitektur ersetzte 1577 die ursprüngliche, steinerne Mensa.
Die beiden Kniebänke rechts und links des Altars stammen wahrscheinlich aus dem Jahr 1785.